# Portanus facetus
Portanus facetus är en insektsart som beskrevs av Kramer 1961. Portanus facetus ingår i släktet Portanus och familjen dvärgstritar. Inga underarter finns listade i Catalogue of Life.